# Список экранизаций произведений Михаила Булгакова
Список экраниза́ций произведе́ний Михаила Булгакова — выстроенный в хронологическом порядке перечень экранных воплощений произведений Михаила Булгакова.
Исследователи выделяют хронологический порядок экранизаций, экранизации по определённому произведению (чаще всего речь идёт о романе «Мастер и Маргарита» или в выделенном географическом/культурном регионе (например в Западной Европе). Краткий перечень экранизаций проявляется при изучении формы экранизаций (ТВ, кино, игры и пр.), культурологического кода булгаковского авторского мира (кандидатская диссертация и монография А. В. Тарасова «Кинематограф М. А. Булгакова», статья Н. Б. Кирилловой 2016 года).
Культурологи А. В. Тарасов, Н. Б. Кириллова, Н. З. Кольцова рассматривают экранизации булгаковских произведений как «диалог культур» книга-кино (а также и наоборот, кинематографичность работ Булгакова), как перевод языка художественного произведения (выраженной в визуальной или звуковой форме) на другой, кинематографический (аудиовизуальный).

## Список фильмов
1960 год в телевидении
- «Театр двадцатого века: Белая гвардия» (телеспектакль, Великобритания, реж. Р. Картье)

1968 год в кино
- «Последние дни» (СССР, реж. А.Белинский)
- «Бег» (Югославия, реж. З. Шотра)

1969 год в телевидении
- «Дни Турбиных» (телефильм, Италия, реж. Эдмо Фенольо)

1970 год в кино
- «Пилат» (Финляндия, реж. С.Валлин)
- «Бег» (СССР, реж. А. Алов, В. Наумов)

1971 год в телевидении
- «Бег» (телеспектакль, Франция, реж. Ф. Жулиа)

1972 год в кино
- «Пилат и другие. Фильм на Страстную пятницу» (ФРГ, реж. А. Вайда)
- «Мастер и Маргарита» (Югославия/Италия, реж. А. Петрович)

1973 год в кино
- «Иван Васильевич меняет профессию» (СССР, реж. Л. Гайдай)
- Чёрные перчатки (СССР, 1973)

1973 год в телевидении
- «Всего несколько слов в честь господина де Мольера»

1976 год в кино
- «Собачье сердце» (Италия, реж. А. Латтуада)
- «Никогда не отвлекайтесь на работе» (СССР, реж. В. Фетисов)
- «Дни Турбиных» (СССР, реж. В. Басов)

1977 год в кино
- «Роковые яйца» (Италия, реж. У. Грегоретти)
- «Блаженство» («Иван Васильевич») (Венгрия, реж. Г. Варкони), по другим сведениям 1978 год.

1982 год в кино
- «Белая гвардия» (Великобритания, реж. Д. Тэйлор)

1985 год в телевидении
- «Мольер» (телеспектакль, Великобритания, реж. Б. Патерсон)

1986 год в кино
- «Зойкина квартира (фильм, 1986)» (Венгрия, реж. Л.Феликс)
- «Последняя дорога» (СССР, реж. Л. Менакер) (в титрах имя Булгакова не было указано)

1987 год в телевидении
- «Последние дни Пушкина» (телефильм, Венгрия, реж П. Хавас)

1988 год в кино, 1988 год в телевидении
- «Собачье сердце» (СССР, реж. В. Бортко)
- «Мастер и Маргарита» (телефильм, Польша, реж. М. Войтышко)
- «Зойкина квартира» (телеспектакль, СССР, реж. Г. Черняховский, И.Пастернак)
- «Мастер и Маргарита. Главы из романа»

1990 год в кино
- «История болезни» (СССР, реж. А. Праздников)
- «Псалом» (СССР, реж. А. Гаураль)
- «После революции» (Венгрия, реж. А. Сиртеш)

1991 год в кино
- «Один день из жизни Понтия Пилата» (Чехословакия, реж. О. Данек)
- «Инцидент в Иудее» (Великобритания, реж. П. Брайерс)
- «Записки юного врача» (СССР, реж. М. Якжен)
- «Красный остров» (СССР, реж. А. Фенько)

1994 год в кино
- «Мастер и Маргарита» (Россия, реж. Ю. Кара)

1995 год в кино
- «Роковые яйца» (Россия/Чехия, реж. С. Ломкин)

1996 год в кино
- «Мастер и Маргарита» (Россия, реж. С. Десницкий)

2002 год в кино
- «Театральный роман» (Россия, реж. О.Бабицкий, Ю. Гольдин)

2003 год в кино
- «Хорошо забытое старое» (Россия, реж. Е. Гамбург)

2005 год в кино
- «Мастер и Маргарита» (короткометражный фильм, Венгрия, реж. И. Фекете)
- «Мастер и Маргарита» (сериал, Россия, реж. В. Бортко)

2008 год в кино
- «Морфий» (Россия, реж. А. Балабанов)

2010 год в кино
- «Мастер и Маргарита, часть первая, глава 1» (анимация, Израиль, реж. Т. Ослябя)

2012 год в телевидении
- «Белая гвардия» (телесериал, Россия, реж. С. Снежкин)
- «Записки юного врача» (сериал, Великобритания, реж. А. Хардкасл)

2014 год в кино
- «Псалом» (короткометражный фильм, Россия, реж. Т. Вишневская)

2024 год в кино
- «Мастер и Маргарита», ранее «Воланд» (Россия, реж. Михаил Локшин)

Анонс
- «Мастер и Маргарита» (США, реж. ?)